# Jonas Lagus
Jonas Lagus, född 21 januari 1798 i Kurikka, död 24 juni 1857 i Pyhäjärvi, var en finsk pietist och väckelseledare.
Lagus var kapellan i Ylivieska och vid sidan av Nils Gustaf Malmberg en av väckelserörelsens ledare i Kalajokidalen. När han blev bekant med Paavo Ruotsalainen 1836 förenades Kalajokidalens och Savolax väckelser med varandra. Vid tinget i Kalajoki dömdes Lagus till ett halvårs förlust av sitt ämbete. Efter Ruotsalainens död kom Lagus att leda toistupalaisuus-rörelsen ("anhängarna av den andra stugn") som förvaltade den gamla väckelsens konservativa traditioner medan niskalaisuus-riktningen blev mera frisinnad och reformvänlig.